# Holloman Air Force Base

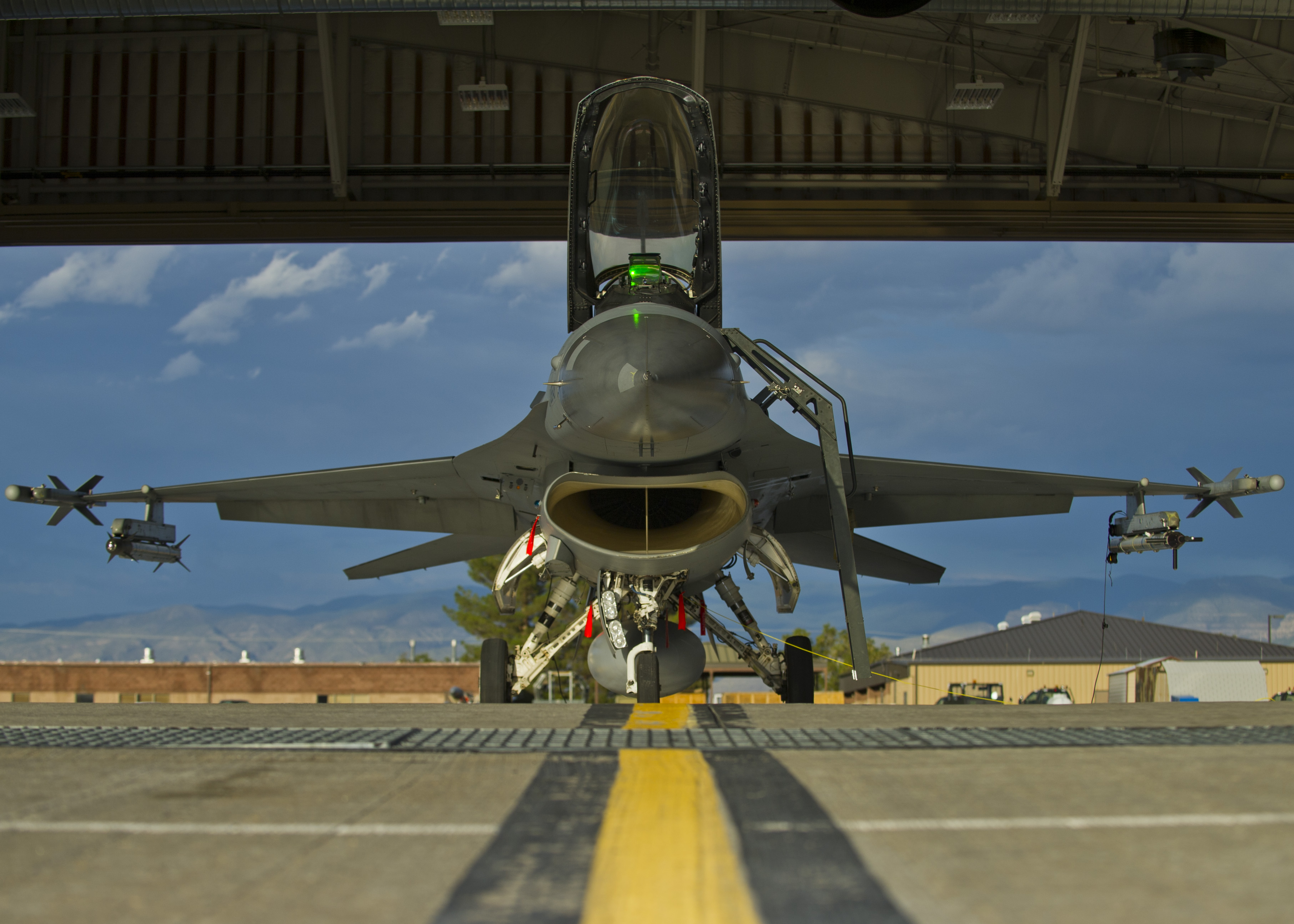
F-16 Fighting Falcon i hangar på Holloman Air Force Base.

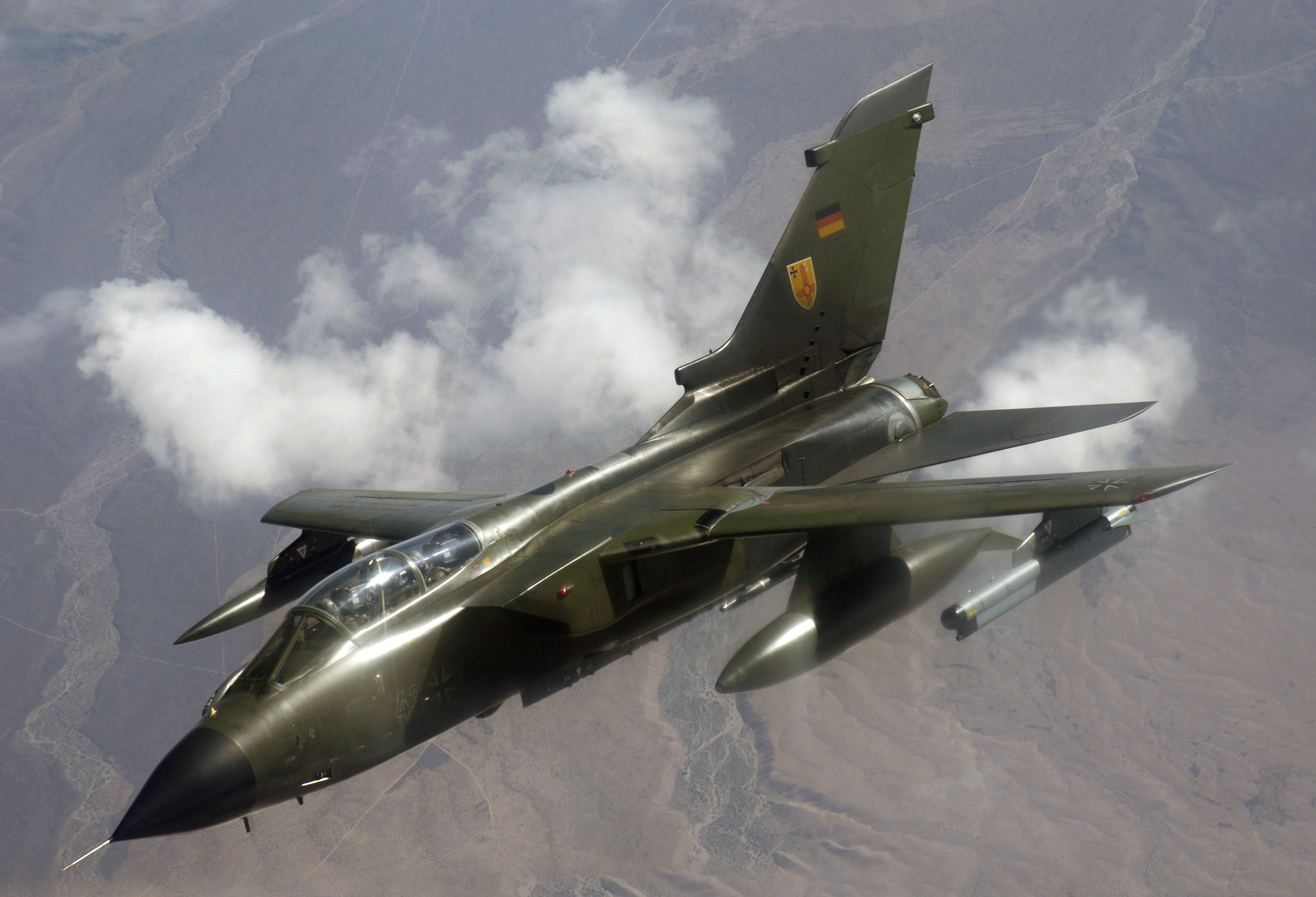
Panavia Tornado från Tysklands flygvapen på övningsområdet kring Holloman Air Force Base.

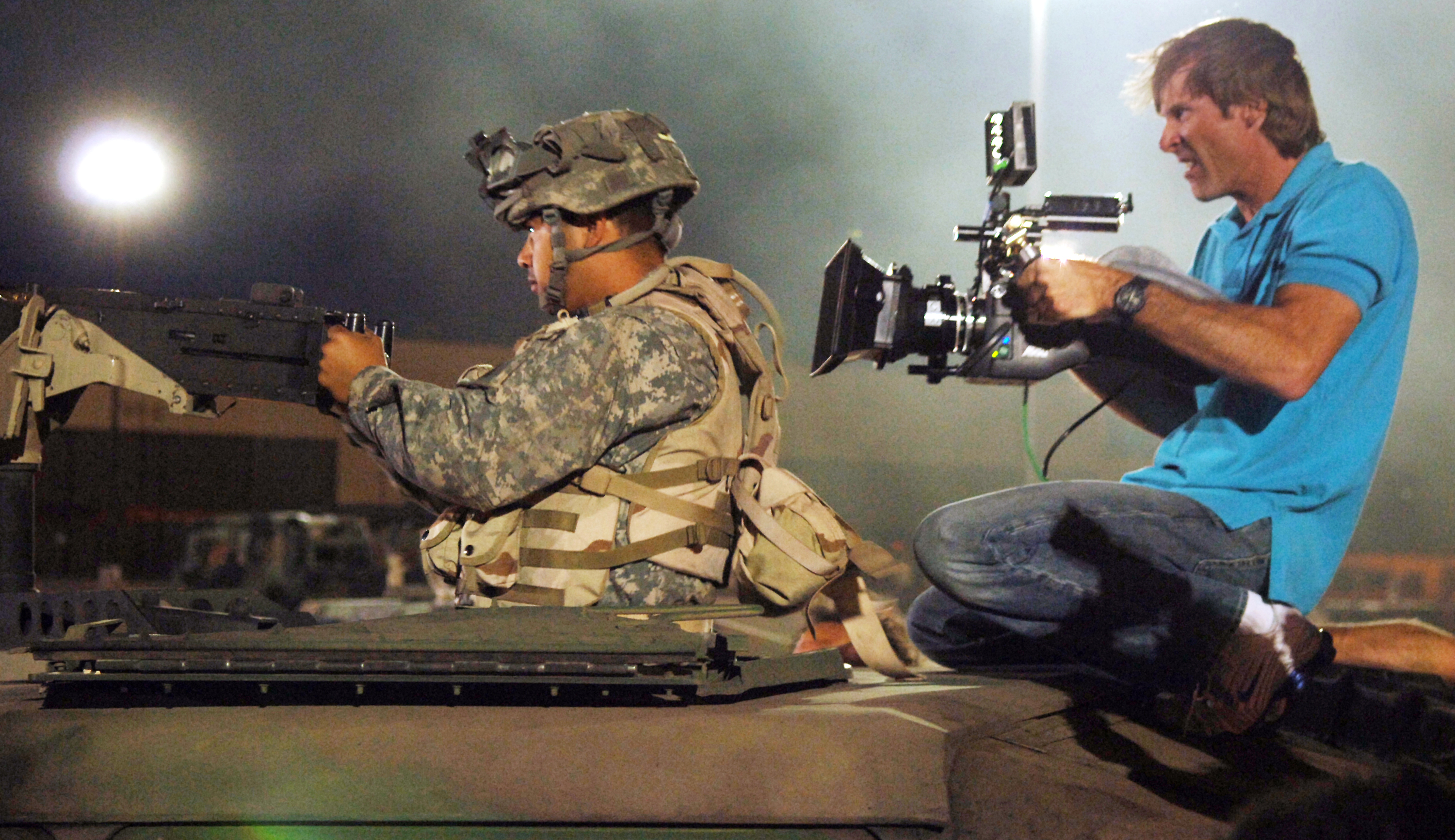
Regissören Michael Bay under inspelningen av spelfilmen Transformers på Holloman Air Force Base, 29 maj 2006.

Holloman Air Force Base är en militär flygplats (IATA: HMN, ICAO: KHMN, FAA LID: HMN) tillhörande USA:s flygvapen i delstaten New Mexico i Otero County som är belägen 10 kilometer sydväst om Alamogordo.

## Bakgrund
Basen upprättades 1942 under andra världskriget som Alamogordo Air Field. 1948 namngavs den efter framlidne George Holloman som var en pionjär inom raketutveckling och förarlösa flygfarkoster. 49th Wing, baserad vid Holloman, flög som enda förband i USA:s flygvapen med stealthplanet F-117 Nighthawk när det var i aktiv tjänst. Mellan 1992 och 2019 hade Tysklands flygvapen sin pilotutbildning förlagd på Holloman som därefter flyttade till Sheppard Air Force Base i Texas.
På Holloman Air Force Base finns 21 000 anställda i såväl aktiv tjänst, reserven, flygnationalgardet och civilanställda. 49th Wing (49 WG) inom Air Education and Training Command (AETC) är dess värdförband som utbildar på drönaren MQ-9 Reaper. Från 2014 finns på Holloman även 54th Fighter Group som utbildar på flygplanstypen F-16 Fighting Falcon. Därutöver finns 704th Test Group som är en del av Air Force Test Center som sorterar under Air Force Materiel Command.
Holloman Air Force Base ligger i närhet till såväl White Sands Missile Range och Fort Bliss med stora övningsområden. På Holloman Air Force Base finns en stor raketsläde som från 2003 innehar gällande hastighetsrekord på Mach 8,5 under 6 sekunder (motsvarande 31 fotbollsplaner per sekund).